# Diego Gregori
Diego Gregori Díaz (Valencia, 26 de julio de 1995) es un futbolista español. Juega como volante y actualmente juega para Club Deportivo Águila de la Primera división de El Salvador.

## Trayectoria
Dio sus primeros pasos en el fútbol en las divisiones inferiores del Valencia CF, equipo de su ciudad natal, después pasó al juvenil del CF Torre Levante, hasta que, para el segundo semestre del 2014, llegara a prueba al América de Cali con su compatriota Marc Cosme, pero este otro no convenció al técnico Jhon Jairo López.
Debutó en la Copa Colombia en la derrota del América ante el Deportivo Pasto, y en el torneo de ascenso en la fecha 11 de la Categoría Primera A, debutó con victoria en el Estadio Metropolitano Roberto Meléndez ante el Barranquilla Fútbol Club, con un disparo al arco.

## Clubes
| Club                  | País        | Año           |
| --------------------- | ----------- | ------------- |
| Torre Levante         | España      | 2013 - 2014   |
| América de Cali       | Colombia    | 2014          |
| Envigado F. C.        | Colombia    | 2015 - 2017   |
| UD Ibiza              | España      | 2017 - 2018   |
| Jumilla               | España      | 2018 - 2019   |
| Villanovense          | España      | 2019-2020     |
| Manchego              | España      | 2020          |
| Isidro Metapán        | El Salvador | 2021-2024     |
| Club Deportivo Aguila | El Salvador | 2025-presente |

## Estadísticas
| Club                            | Div           | Temporada     | Liga  | Liga  | Copas nacionales(1) | Copas nacionales(1) | Torneos internacionales(2) | Torneos internacionales(2) | Total | Total | Media goleadora(3) |
| Club                            | Div           | Temporada     | Part. | Goles | Part.               | Goles               | Part.                      | Goles                      | Part. | Goles | Media goleadora(3) |
| ------------------------------- | ------------- | ------------- | ----- | ----- | ------------------- | ------------------- | -------------------------- | -------------------------- | ----- | ----- | ------------------ |
| América de Cali · Colombia      |               |               |       |       |                     |                     |                            |                            |       |       |                    |
| 2.ª                             | 2014          | 2             | 0     | 1     | 0                   | -                   | -                          | 3                          | 0     | 0     |                    |
| Total club                      | Total club    | 2             | 0     | 1     | 0                   | 0                   | 0                          | 3                          | 0     | 0     |                    |
| Envigado Fútbol Club · Colombia |               |               |       |       |                     |                     |                            |                            |       |       |                    |
| 1.ª                             | 2015          | 6             | 0     | 7     | 1                   | -                   | -                          | 13                         | 1     | 0,076 |                    |
| 1.ª                             | 2016          | 21            | 1     | 4     | 0                   | -                   | -                          | 25                         | 1     | 0,04  |                    |
| 1.ª                             | 2017          | 4             | 1     | 4     | 0                   | -                   | -                          | 4                          | 1     | 0,25  |                    |
| Total club                      | Total club    | 31            | 2     | 15    | 1                   | 0                   | 0                          | 46                         | 3     | 0,065 |                    |
| Total carrera                   | Total carrera | Total carrera | 33    | 2     | 12                  | 1                   | 0                          | 0                          | 49    | 3     | 0,061              |

## Campeonatos nacionales
| Título                     | Club          | País   | Año     |
| -------------------------- | ------------- | ------ | ------- |
| Tercera División de España | Torre Levante | España | 2012/13 |